# Zhang Jiao
Zhang Jiao (張角T, Zhāng JiǎoP; ... – 184) fu il leader della rivolta dei Turbanti Gialli e fondatore della setta Taiping (太平T, TàipíngP, lett. "Grande Pace") durante la fine della Dinastia Han, periodo di storia cinese. Era detto essere seguace del Taoismo e potente stregone. Il suo nome è anche letto Zhang Jue, poiché il carattere cinese che compone il suo nome può essere letto sia "Jiao" che "Jue". "Jue" è la lettura tradizionale, mentre "Jiao" è quella moderna..

## Rivolta dei Turbanti Gialli
Dandosi il nome di "Gran Maestro", Zhang Jiao condusse la Rivolta dei Turbanti Gialli con i suoi fratelli minori Zhang Bao e Zhang Liang in una campagna chiamata "La Via per il Paradiso" o "La Via di Pace". Zhang Jiao e i suoi fratelli avevano gli stessi poteri: Jiao era il Generale del Paradiso, Bao era il Generale della Terra, e Liang il Generale del Popolo. 
I Turbanti Gialli si dichiararono taoisti, e si ribellarono contro gli Han in risposta a tasse gravose, corruzione diffusa, e inondazioni e carestie, che erano viste come un segno che il Signore di Han aveva perso il suo mandato dal cielo. Conquistarono molto nei primi anni della rivolta, ma quando gli Han inviarono una richiesta di soccorso, ottenendo l'aiuto di persone come Liu Bei, Cáo Cāo e Sun Jian, la differenza di abilità fra i generali dei due schieramenti si palesò. Comunque i Turbanti Gialli rimasero in qualche modo competenti nonostante i nemici molto più potenti, fino alla morte di Zhang Jiao, quando vennero definitivamente sconfitti.
Si dice che Zhang Jiao fosse un nipote di Zhang Daoling, fondatore della setta Taoista della Via dei Maestri Celestiali.

## Nella letteratura
Zhang Jiao è anche citato nel romanzo storico di Luo Guanzhong Romanzo dei Tre Regni. Viene introdotto nel capitolo 1 come segue:
A quel tempo, vivevano tre fratelli nella Provincia di Julu: Zhang Jiao, Zhang Bao e Zhang Liang. Zhang Jiao aveva fallito l'esame imperiale. Era andato su una montagna a raccogliere alcune erbe medicinali, quando incontrò un uomo anziano; il vecchio aveva sul volto un'espressione giovanile, e stava portando un rotolo di farinello. Invitò Jiao in una grotta e gli presentò un libro in 3 volumi che erano venuti dal paradiso, poi disse: "Questo libro è chiamato L'Arte Essenziale della Grande Pace.  Una volta che avrai imparato a fondo i suoi contenuti, rappresenterai il paradiso sprigionando questa conoscenza, e in questo modo salverai tutta l'umanità. Se cambierai idea, ci saranno terribili conseguenze per te."  Jiao domandò al vecchio quale fosse il suo nome.  Il vecchio disse, "Io sono il vecchio spirito immortale dalle terre del sud."  Detto questo, il vecchio svanì nell'aria. Dopo aver ricevuto questi libri, Jiao si applicò giorno e notte. Alla fine, poteva evocare il vento e la pioggia, e divenne noto come la Grande Pace Taoista. 
Fondò poi la ribellione nota come la Rivolta dei Turbanti Gialli. A Zhang Jiao è dedicato poco spazio nel libro, e la sua morte è riportata in una sola riga del secondo capitolo: "Zhang Jiao morì prima del arrivo del figlio di Huangfu Song."

## Riferimenti moderni
- Zhang Jiao appare come personaggio utilizzabile in una serie di videogiochi della Koei, Dynasty Warriors. È riportato come un potente ma infervorato stregone in grado di controllare il paradiso. La maggior parte dei suoi dialoghi trattano di Taoismo, occasionalmente menzionando "il paradiso". Quando parla sembra in qualche modo fanatico e pazzo.
- Zhang Jiao appare anche nel videogioco Koei Warriors Orochi. Qui forma i Turbanti Gialli e si allea con Xiao Qiao, Shima Sakon e Okuni, che sono diventati amici. Sono una forza indipendente, ma a volte si uniscono alle armate di Oda Nobunaga.
- Zhang Jiao appare nel videogioco per mobile Fate/Grand Order come personaggio giocabile di classe Caster.